# Hierodula sternosticta
Hierodula sternosticta es una especie de mantis de la familia Mantidae.